# Ramphotyphlops becki
Espèce
Synonymes
- Typhlops becki Tanner, 1948

Statut de conservation UICN

 DD : Données insuffisantes
Ramphotyphlops becki est une espèce de serpents de la famille des Typhlopidae.

## Répartition
Cette espèce est endémique de l'île de Guadalcanal aux Salomon.

## Description
L'holotype de Ramphotyphlops becki mesure 117 mm dont 5 mm pour la queue. Cette espèce a le dos brun foncé et sa face ventrale brun clair. Sa queue se termine par une épine petite et émoussée.

## Étymologie
Cette espèce est nommée en l'honneur du lieutenant D. Elden Beck (1906-1967) qui a collecté, avec P. F. C. Ramey, le spécimen étudié.

## Publication originale
- Tanner, 1948 : Pacific Islands Herpetology No. I. Mariana Islands. Great Basin Naturalist, vol. 9, no 1/2, p. 1-20 (texte intégral).